# Lichtfuß (Einheit)
Als Lichtfuß (englisch light-foot) wird halb scherzhaft die Zeitspanne bezeichnet, die das Licht oder andere elektromagnetische Wellen im Vakuum oder näherungsweise auch in Luft benötigen, um die Strecke eines Fußes (1 ft) zurückzulegen, also rund 30 Zentimeter. Diese Zeit beträgt etwa eine Nanosekunde (ns).
1 Lichtfuß ≈ 1 ns
Die Lichtgeschwindigkeit im Vakuum ist exakt:
{\displaystyle c_{0}=299\,792\,458\,{\frac {\rm {m}}{\rm {s}}}=2{,}997\,924\,58\cdot 10^{8}\,{\frac {\rm {m}}{\rm {s}}}}
Umgerechnet von Meter pro Sekunde auf Millimeter pro Nanosekunde, beträgt die Lichtgeschwindigkeit:
{\displaystyle c_{0}=299,792\,458\,{\frac {\rm {mm}}{\rm {ns}}}\approx 30\,{\frac {\rm {cm}}{\rm {ns}}}}
Das Licht durchläuft somit eine Strecke von rund 30 cm in einer Nanosekunde.
Vorteil des Lichtfußes ist, dass die Bezugslänge, die im Fall der in einer Sekunde von Licht durchlaufenen Strecke für Menschen kaum vorstellbar ist, auf eine im wahrsten Sinne „menschliche Dimension“, nämlich einen Fuß, zurückgeführt wird und so leicht vorstellbar ist. Im Übrigen ist die dazugehörige Lichtlaufzeit in der Größenordnung von einer Nanosekunde eine Zeitspanne, die in vielen Gebieten der Physik und Elektrotechnik von großer praktischer Bedeutung ist. Außerdem ist die Periodendauer einer elektromagnetischen Schwingung von 1 GHz (Gigahertz) ebenfalls 1 ns (siehe auch: Mikrowellen).
Der Lichtfuß als Zeiteinheit ist in Anlehnung an das in der Astronomie als Längeneinheit übliche Lichtjahr zu sehen.